# Petrecerea (film)
Petrecerea (în engleză The Party) este un film american de comedie din 1968, regizat de Blake Edwards și care i-a avut în rolurile principale pe Peter Sellers și Claudine Longet. Filmul are o structură lejeră și este format, în esență, dintr-o serie de secvențe comice în care ies în evidență talentele de improvizație ale lui Sellers. Comedia se bazează pe premisa prezenței unui om într-un loc care nu-i este familiar; astfel un actor indian care produce numai stricăciuni ajunge să fie invitat în mod accidental la o petrecere fastuoasă de la Hollywood și "face greșeli teribile bazate pe ignorarea stilului de viață occidental."
Petrecerea este onsiderat un clasic film cult de comedie. Biografii lui Edwards, Peter Lehman și William Luhr afirmă: "Petrecerea poate fi foarte bine unul dintre cele mai radicale filme experimentale din istoria Hollywoodului; de fapt, acesta poate fi singurul cel mai radical film de când stilul lui DW Griffith a început să domine cinematografia americană." Istoricul de film Saul Austerlitz a scris: "În ciuda caracterului jignitor al feței maronii a lui Sellers, Petrecerea este unul dintre cele mai bune filme ale sale... Luând o pagină de la Tati, acesta este o comedie neorealistă, lipsită intenționat de ochiul coordonator al unui regizor: privește aici, privește acolo. Ecranul este plin de activitate, iar ochii publicului sunt lăsați să rătăcească pe unde pot." 

## Subiect
Acțiunea filmului începe în deșert și arată filmarea unei ambuscade, personajele fiind îmbrăcate în costume populare similare cu cele din Gunga Din. Necunoscutul actor indian Hrundi V. Bakshi (Sellers), are un rol mic în care el trebuie să sune din goarnă pentru a porni atacul. Ignorând dispozițiile regizorului, el continuă să sune chiar și după ce a fost împușcat de zeci de ori și nu se oprește chiar și după ce regizorul (Herbert Ellis) strigă să se întrerupă filmarea. Bakshi continuă să încurce filmarea, până când el declanșează accidental explozia unui enorm platou, un fort echipat cu exploziv pentru o scenă viitoare în care urma să aibă loc un asediu. Regizorul îl concediază imediat pe Bakshi și solicită directorului studioului, generalul Fred Clutterbuck (J. Edward McKinley), să ia măsuri cu privire la aceste incidente. Clutterbuck notează numele lui Bakshi, pentru a-l trece pe o listă neagră, dar din neatenție îi scrie numele lui Bakshi pe lista de invitați a petrecerii sale viitoare.
În timpul prezentării distribuției, Bakshi primește invitația în cutia poștală și merge la petrecerea care are loc în casa lui Clutterbuck. După sosire, Bakshi încearcă să-și clătească noroiul de pe pantof într-o fântână arteziană, care curge prin casă, dar își pierde pantoful. El petrece aproximativ cinci minute încercând să-l recupereze, pantoful plutind prin casă și ajungând în cele din urmă pe un platou de servire a aperitivelor. 
Bakshi are interacțiuni incomode cu toată lumea de la petrecere, inclusiv cu Cookie, câinele lui Clutterbuck. El se întâlnește cu celebrul actor de filme western "Wyoming Bill" Kelso (Denny Miller), care îi dă lui Bakshi un autograf. Bakshi îl împușcă mai târziu în mod accidental pe Kelso cu un pistol de jucărie, dar Kelso nu vede cine a făcut-o. Bakshi încearcă să hrănească un papagal ara aflat într-o cușcă cu mâncare pentru păsări dintr-un recipient purtând marca "Birdie Num Num." Bakshi activează apoi accidental un panou electric de control care controlează interfonul, o fântână (care stropește un oaspete), și un bar retractabil (pe care Bakshi îl închide în timp ce Clutterbuck stătea la el). După ce Kelso îi strânge dureros mâna lui Bakshi, Bakshi își introduce mâna într-un bol cu gheață zdrobită care conținea și caviar. În timp ce așteaptă la baie pentru a se spăla pe mână, el o întâlnește pe actrița aspirantă Michèle Monet (Longet), care venise împreună cu producătorul C.S. Divot (Gavin McLeod). Bakshi îi strânge mâna lui Divot, iar Divot o strânge și el altor invitați, trecând mirosul de pește celorlalți oaspeți și ajungând în cele din urmă din nou la Bakshi, după ce acesta se spălase pe mână.
Cina este servită, dar locul lui Bakshi este chiar lângă ușa de la bucătărie, iar scaunul lui lipsește. I se aduce un scaun foarte jos, care-l face să ajungă la masă doar cu bărbia. Mai multe întâmplări nefericite au loc în timp ce un chelner ce în ce mai beat pe nume Levinson (Steven Franken) încearcă să servească cina și se bate cu ceilalți membri ai personalului. În timpul felului principal, friptura lui Bakshi este catapultată accidental din furculiță și ajunge pe diadema unei invitate. Bakshi îi cere lui Levinson să recupereze friptura, dar acesta desprinde friptura împreună cu diadema și cu peruca femeii, pe când aceasta era angajată într-o conversație. Cina se termină într-o dezordine totală, iar Levinson se încaieră cu un alt chelner.
Bakshi își cere scuze gazdelor sale, apoi simte nevoia să meargă la baie. El rătăcește prin casă, deschizând uși și dând buzna în camere, unde pune oaspeții în situații jenante. El ajunge în curtea din spate, unde declanșează accidental aspersoarele. La insistențele lui Divot, Monet oferă o interpretare la chitară după "Nothing to Lose", pentru a-și impresiona oaspeții. Bakshi urcă la etaj, unde ia un pistol de jucărie de la fiul lui Clutterbuck. Apoi, îl folosește pentru a o salva pe Monet de avansurile sexuale ale lui Divot. Bakshi găsește în cele din urmă o baie, dar el sparge vasul de toaletă, stropește cu apă o pictură, împrăștie hârtie igienică peste tot și inundă camera. Pentru a evita să fie prins, Bakshi se furișează pe acoperiș și cade în bazin. Monet sare în apă și-l salvează, apoi gazdele îl forțeze să bea alcool pentru a se încălzi. El nu băuse înainte niciodată alcool și se luptă cu cei care doreau să-l îmbrace cu un halat uscat. El o găsește pe Monet plângând în camera alăturată și o consolează. Divot îi anulează lui Monet probele pentru rol care urmau să aibă loc a doua zi. Bakshi o convinge să rămână și să se distreze cu el la petrecere. Ei se întorc la petrecere în haine împrumutate când ajunge o trupă de dans rusesc. Petrecerea devine din ce în ce mai sălbatică, iar Bakshi reduce masa de la bar pentru a face loc pentru dans. El deschide accidental o podea retractabilă, cu o piscină dedesubt, determinând căderea  oaspeților în piscină. Fiica lui Clutterbuck sosește cu prietenii ei și cu un pui de elefant pictat cu sloganuri hippie. Bakshi o consideră o ofensă și le cere să spele elefantul. Întreaga casă se umple curând cu baloane de săpun.
Ajuns acasă, Divot își dă seama dintr-odată că Bakshi este actorul care a distrus platoul de filmare și se întoarce la petrecere. Clutterbuck încearcă să salveze tablourile de spuma care tinde să acopere întreaga casă. Aparatele de aer condiționat împrăștie  spuma peste tot, în timp ce oaspeții dansează pe muzică hippie, iar soția lui Clutterbuck, înnebunită de durere, cade de ori în piscină. Divot cheamă poliția. Bakshi își cere scuze pentru ultima oară de la Clutterbuck înainte ca Divot să-i dezvăluie acestuia cine este Bakshi, dar Clutterbuck lovește accidental un chelner pe care-l confundă cu Bakshi. Kelso îi dă o fotografie cu autograf lui Bakshi și o pălărie Stetson, iar Monet pleacă de la petrecere cu automobilul Morgan cu trei roți al lui Bakshi. În fața apartamentului ei, Bakshi și Monet recunosc că s-au îndrăgostit unul de celălalt, stabilindu-și o întâlnire în săptămâna viitoare. Bakshi îi dă pălăria lui Monet, iar ea îi spune ca el poate veni la ea în orice moment.

## Producția
Petrecerea a fost singura colaborare între Sellers și Edwards fără legătură cu Pantera Roz. Producătorul Walter Mirisch știa că Sellers și Edwards erau considerați ca pasive, ei mărind foarte mult bugetul filmelor; în autobiografia sa, Mirisch a scris: "Blake și-a câștigat o reputație de regizor foarte scump, în special după The Great Race."  Sellers a interpretat un alt bărbat indian în filmul său de succes The Millionairess, și un rol de om neîndemânatic similar cu Inspectorul Clouseau.
Interioarele din film au fost filmate pe un platou din studiourile MGM. Scenariul original avea numai 63 de pagini.  Edwards a afirmat mai târziu că acesta a fost cel mai scurt scenariu pe baza căruia a realizat el vreodată un film, iar majoritatea conținutului filmului a fost improvizată pe platou.
Filmul se inspiră mult din lucrările lui Jacques Tati; Bakshi sosește la petrecere într-un Morgan cu trei roți similar microturismului lui Monsieur Hulot din Monsieur Hulot's Holiday. Întreaga poveste a filmului este o reminiscență a secvenței din restaurantul Royal Garden din filmul Playtime; iar interacțiunea comică cu obiecte neînsuflețite și gadget-urile provin din multe filme ale lui Tati, mai ales din Mon Oncle.

## Muzica filmului
Muzica din filmul Petrecerea a fost compusă de Henry Mancini, inclusiv cântecul "Nothing to Lose." Mancini, comentând reacțiile publicului, a remarcat: "Am primit sarcina să scriu un cântec frumos pentru o comedie. Nimeni nu a auzit o notă din el".  Într-o scenă din cursul film, formația poate fi auzită cântând "It Had Better Be Tonight," care era un câului ntec compus de Mancini pentru primul film din seria Pantera Roz. Compact disc-ul a fost lansat pentru prima dată la 20 august 1995 de BMG Victor.
Lista melodiilor
1. "The Party" [Vocal] 2:14
2. "Brunette in Yellow" 2:56
3. "Nothing to Lose [Instrumental]" 3:18
4. "Chicken Little Was Right" 2:54
5. "Candleleight On Crystal" 3:05
6. "Birdie Num-Num" 2:21
7. "Nothing To Lose [Vocal]" 2:25
8. "The Happy Pipers" 2:17
9. "Party Poop" 2:34
10. "Elegant" 4:44
11. "Wiggy" 3:02
12. "The Party [Instrumental]" 3:12

## Distribuție
- Peter Sellers - Hrundi V. Bakshi
- Claudine Longet - Michele Monet
- Natalia Borisova - balerina
- Jean Carson - Nanny
- Marge Champion - Rosalind Dunphy
- Al Checco - Bernard Stein
- Corinne Cole - Janice Kane
- Dick Crockett - Wells
- Frances Davis as Maid
- Danielle De Metz - Stella D'Angelo
- Herb Ellis - regizorul
- Paul Ferrara - Ronnie Smith
- Steve Franken - Levinson
- Kathe Green - Molly Clutterbuck
- Allen Jung - Cook
- Sharron Kimberly - Prințesa Helena
- James Lanphier - Harry
- Buddy Lester - Davey Kane
- Stephen Liss - Geoffrey Clutterbuck
- Gavin MacLeod - C.S. Divot
- Jerry Martin - Bradford
- Fay McKenzie - Alice Clutterbuck
- J. Edward McKinley - Fred Clutterbuck
- Denny Miller - 'Wyoming Bill' Kelso
- Elianne Nadeau - Wiggy
- Thomas W. Quine - congresmanul Dunphy
- Timothy Scott - Gore Pontoon
- Ken Wales - regizorul asistent
- Carol Wayne - June Warren

Vin Scully este creditat în distribuție, dar vocea sa poate fi auzită anunțând meciul lui Los Angeles Dodgers la aparatul de radio din bucătărie.